# كوفيفيك

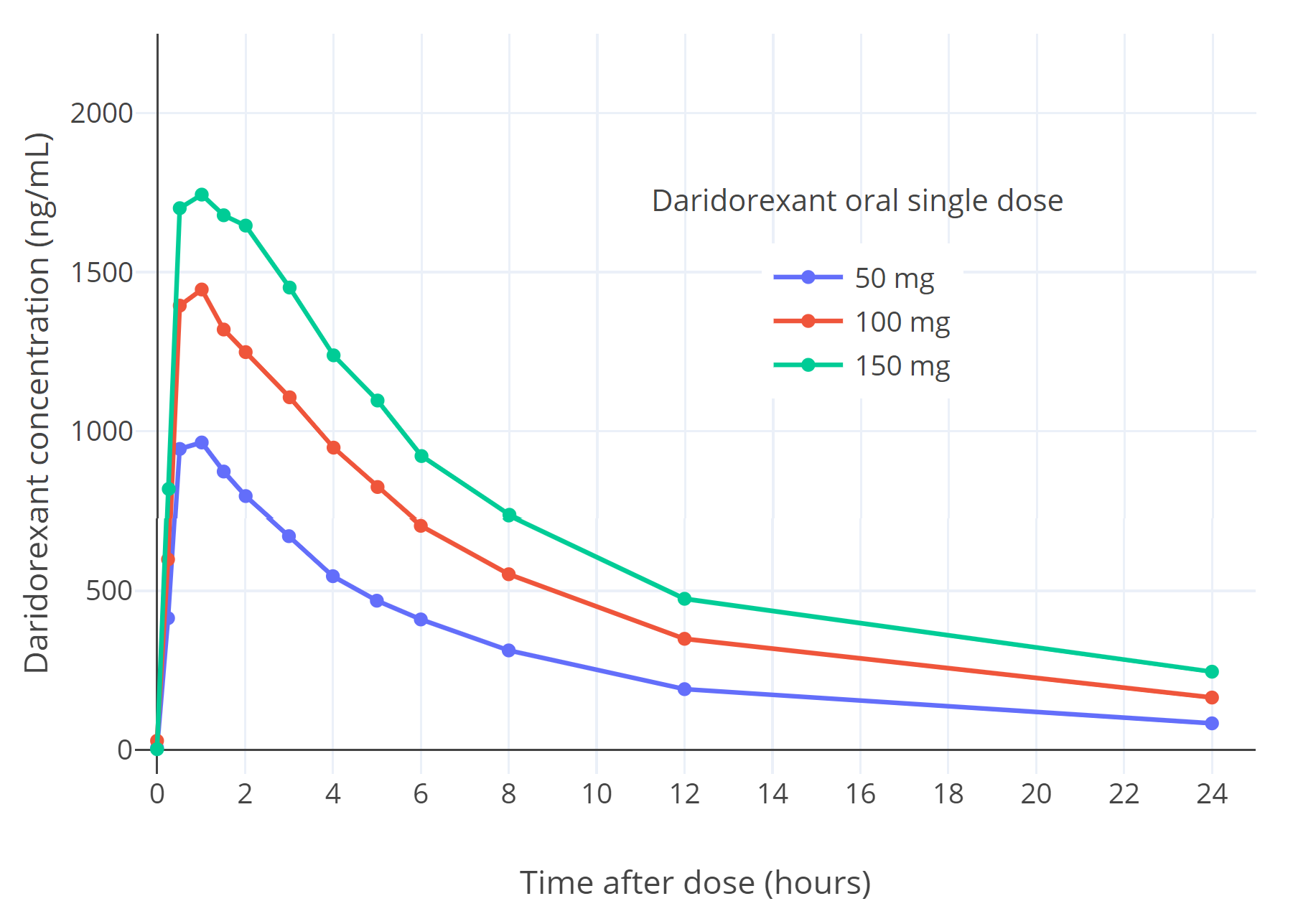
مستويات داريدوريكسانت (نانوغرام/مل) بعد جرعة فموية واحدة من داريدوريكسانت بتركيز 50 أو 100 أو 150 ملغ لدى 63 من البالغين الأصحاء الذين يتعاطون المخدرات المهدئة الترفيهية

داريدوريكسانت (Daridorexant) الذي يباع تحت الاسم التجاري كوفيفيك (Quviviq) هو دواء يستخدم لعلاج اضطرابات النوم. يُوصف لأولئك الذين يعانون من مشاكل لمدة ثلاثة أشهر على الأقل و يوصى به على المدى القصير فقط. يؤخذ عن طريق الفم قبل النوم بنصف ساعة تقريبا.
وتشمل الآثار الجانبية الشائعة: الصداع و النعاس والتعب. قد تشمل الآثار الجانبية الأخرى الاكتئاب و شلل النوم وخلل النوم المعقد. و يؤدي إلى خطر منخفض نسبيا نتيجة سوء الاستخدام. لا ينبغي استخدامه لمن يعانون من مشاكل حادة في الكبد أو الخدار. السلامة أثناء الحمل عند تناوله غير واضحة تماما وهو خصم مزدوج لمستقبلات الأوركسين (DORA) و يعمل عن طريق منع عمل الأوركسين. وهو ليس البنزوديازيبين أو عقار Z.
تمت الموافقة على استخدامه الطبي في الولايات المتحدة و أوروبا في عام 2022. وفي الولايات المتحدة تبلغ تكلفة الدواء الشهرية حوالي 470 دولارًا أمريكيًا اعتبارًا من عام 2022. وهو غير متوفر تجاريًا في المملكة المتحدة اعتبارًا من عام 2022. هو مادة خاضعة للرقابة في الجدول الرابع في الولايات المتحدة.